# Succubus

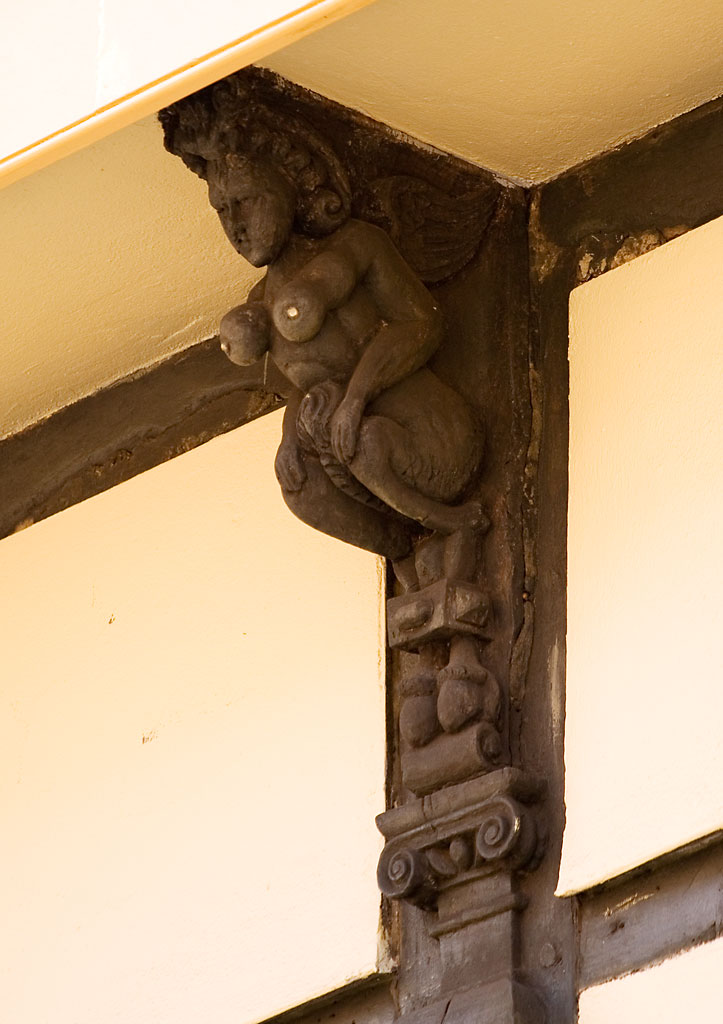
Một tác phẩm điêu khắc thế kỷ 16 đại diện cho Succubus, Cambridge

Succubus (phiên bản nữ của incubus), còn gọi là quỷ hấp tinh, một loài quỷ chuyên quan hệ tình dục với đàn ông đang ngủ trong thần thoại Do Thái. Succubus thường xuất hiện trong giấc mơ của các chàng trai với dạng một thiếu nữ xinh đẹp để quyến rũ và hiếp dâm đàn ông để lấy tinh trùng. Đây được xem là những con quỷ đêm chuyên quấy rối đàn ông khi đang ngủ và trong đó Lilith và Lilim được cho là Succubus quấy rối đàn ông và gây ra hiện tượng mộng tinh.

## Lịch sử
Succubus có phiên bản nam là Incubus. Succubus sẽ cưỡng hiếp đàn ông để lấy tinh trùng và đưa cho Incubus để đi cưỡng hiếp phụ nữ và thụ thai. Succubus được cho là không có khả năng sinh sản và Incubus cũng vậy nhưng Incubus sinh sản nhờ vào kiểu thụ tinh nhân tạo bằng tinh trùng hay tinh dịch của người khác nhưng cái thai mà Incubus đã thụ thai sẽ mang dòng máu của chúng và có những quyền năng siêu nhiên. Những đứa bé có quyền năng siêu nhiên đó được gọi là "Cambions", có nghĩa là bán quỷ. 